# Cosmisme
Ne doit pas être confondu avec Cosmicisme.

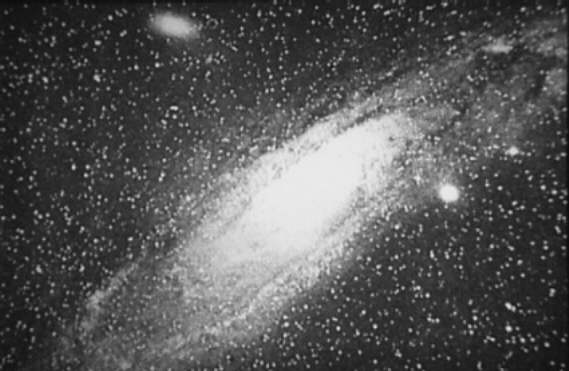
L'identification des galaxies, à partir des années 1920, a permis d'étendre notre conception de l'univers bien au-delà de l'ancienne notion de Voie lactée.

Le cosmisme est un courant de pensée à caractère religieux et philosophique apparu en Russie à la fin du XIXe siècle. Selon sa thèse fondamentale, les aspirations idéales de l'humanité, y compris la quête d'immortalité, ne se réaliseront ni par des transformations sociales ni par un développement spirituel de l'individu, mais par l'expansion de l'homme dans l'univers, en vue de le transformer puis de le « transfigurer ».
On parle parfois de « cosmisme » en un sens large, comprenant par ce terme diverses formes de panthéisme et d'absolutisation de l'unité de l'univers. Cependant, le mouvement intellectuel qu'il désigne, philosophique ou para-philosophique, est proprement russe et constitue une alliance unique en son genre entre déploiement de l'imagination et confiance dans la puissance de la connaissance scientifique. Le cosmos, d'abord pensé comme « sympathie universelle » entre tous les êtres, puis sur un mode plus conforme à la vision scientifique contemporaine de l'univers, y est conçu comme une entité vivante d'ordre supérieur, bien qu'inachevée dans son développement.
Ce courant s'est articulé en différentes doctrines, parmi lesquelles les plus populaires ont été la « philosophie de l'œuvre commune » de Nikolaï Fiodorov et la doctrine de la noosphère de Vladimir Vernadski. On distingue dans le cosmisme russe différents niveaux d'appréhension de la réalité (biologique, énergétique, astronomique, social, etc.) dont la réunion est censée constituer une connaissance intégrale.

## Définitions
Le terme même de cosmisme a été largement employé dans la littérature russe des années 1980, à la suite des succès remportés dans la conquête spatiale et de l'intérêt grandissant pour les travaux méthodologiques de Constantin Tsiolkovski, le père de la « cosmonautique », ou encore pour les idées d'Alexandre Tchijevski et de Vladimir Vernadski. Le relâchement de la censure soviétique, dans un pays où l'idéologie officielle était le marxisme-léninisme, a également contribué à la redécouverte du terme dans des textes relevant d'une autre tradition que celle du marxisme.
La notion de cosmisme peut recouvrir des contenus bien différents selon les époques et les cultures auxquelles elles se réfèrent, mais le cosmisme russe possède ses caractéristiques spécifiques et il est convenu de distinguer en son sein deux tendances :
1. le cosmisme « philosophico-religieux », qui trouve ses racines dans la philosophie religieuse russe et, plus loin encore, dans le christianisme de la Russie ancienne, dans l'enseignement des Pères de l'Église sur la relation entre Dieu, l'homme et le monde, dans la vision du cosmos comme organisme vivant, où l'homme joue un rôle déterminant.
2. le cosmisme de type « scientifique », s'appuyant sur la science et la technique, et qui consiste d'abord à examiner tout ce qui se passe sur la Terre en union étroite avec les processus cosmiques[1]

Ce qui rapproche ces deux tendances est leur intuition commune d'un monde tissé d'interrelations et la mission qu'ils accordent à l'humanité dans le rétablissement ou la réalisation de l'harmonie cosmique.
Aujourd'hui, c'est au cosmisme dit scientifique que l'on se réfère le plus souvent lorsqu'on parle de « cosmisme russe ». Svetlana Semionova, figure actuelle majeure du mouvement, définit cette forme de cosmisme à partir de l'idée « d'évolution active », qui fait de l'homme un être de transition au sein du processus de développement universel, capable, par sa conscience, de prendre en charge l'évolution de sa propre nature comme celle du monde extérieur. L'historien des idées Michael Hagemeister définit quant à lui le cosmisme russe comme un système de pensée fondé sur :
- une conception holiste et anthropocentrique de l'univers, qui présuppose une évolution « téléologique », c'est-à-dire dirigée vers un but déterminé qui donne un sens à ce processus évolutif.
- l'identification du monde actuel à une phase de transition au sein d'un processus qui évolue de la « biosphère » (sphère de la matière vivante) à la « noosphère » (sphère de la raison).
- le rôle cosmique accordé à l'homme qui, en tant qu'être devenu rationnel, est destiné à devenir un agent déterminant de l'évolution cosmique, étendant le processus d'organisation et d'unification du monde commencé sur Terre à tout l'univers, où il réussira à faire disparaître la maladie et la mort[3].

## Fondements philosophiques et religieux

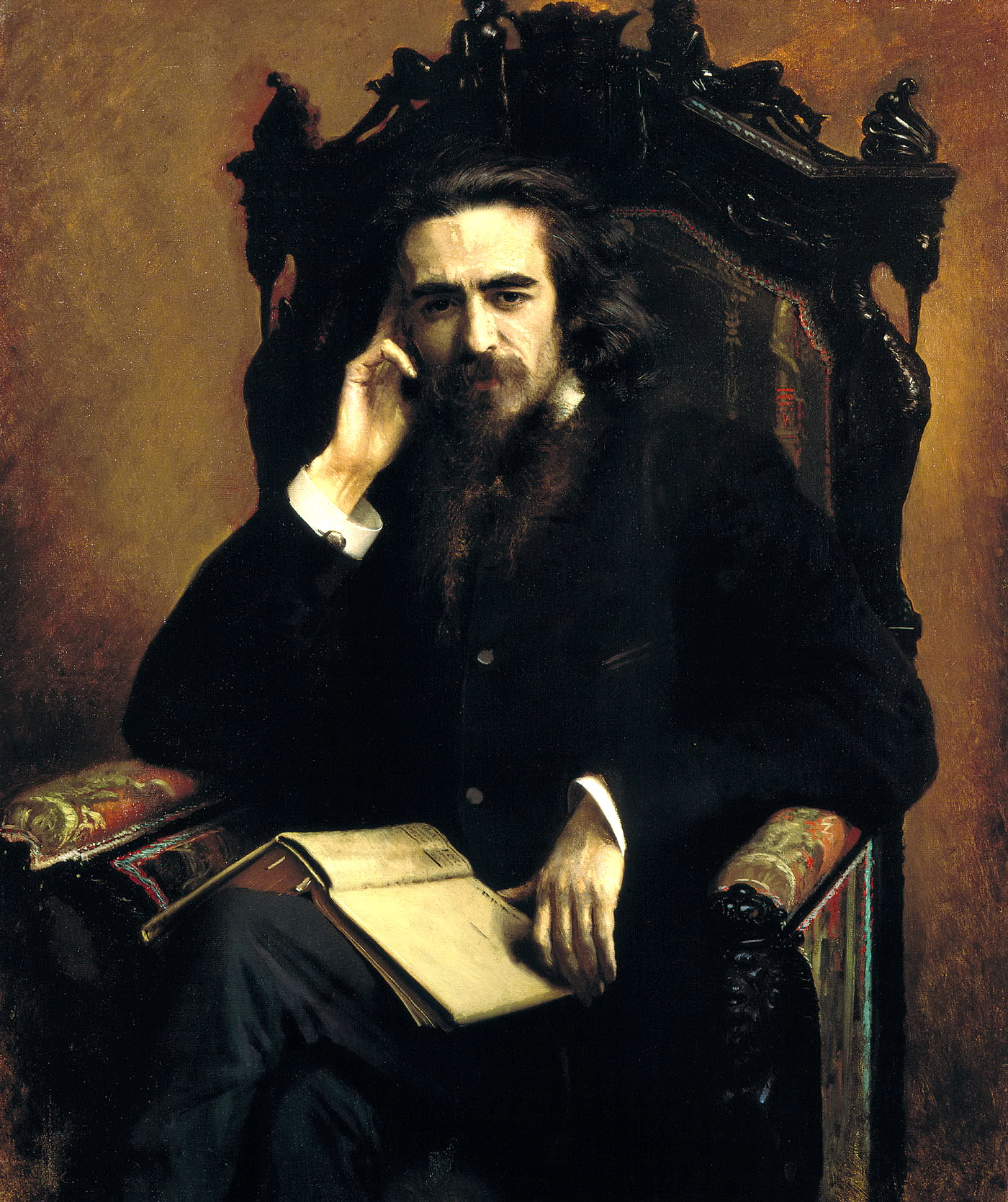
Portrait de Vladimir Soloviev, à l'origine de la notion mystico-religieuse « d'unitotalité ».

Le cosmisme russe s'enracine dans la tradition occultiste et ésotérique de la Russie. À l'instar des alchimistes et des « magiciens » de l'ancienne Russie, Nikolaï Fiodorov et les théoriciens du cosmisme insistent sur la capacité de l'homme à transformer le monde de façon radicale, et à se transformer lui-même dans le même élan. Radicalisant certaines positions des théosophes allemands, également héritiers d'une tradition ésotérique et alchimiste, la philosophie qu'ils cherchent à développer se présente non pas comme une théorie spéculative décrivant ou expliquant ce qu'est le monde, mais comme une philosophie pratique, où l'intervention active de l'homme sur la nature devient une nécessité morale.
Comme la plupart des écrits religieux russes dont il tire une partie de son inspiration, le cosmisme possède aussi une dimension mystique chrétienne importante. L'idée de résurrection des corps y est centrale. S'inscrivant en ce sens dans le grand mouvement de la spiritualité russe, il affirme la réalité d'une résurrection à venir qui transformera le monde radicalement. Le sens même du monde actuel réside dans cette eschatologie qui en décrit la fin. Mais contrairement à la doctrine chrétienne de la résurrection des corps, les théoriciens du cosmisme considèrent qu'une telle fin ne se réalisera pas d'elle-même, car elle constitue un projet universel pour lequel l'homme doit consacrer l'essentiel de son intelligence et de son travail.
Par ailleurs, dans le contexte des débats entre slavophiles et occidentalistes, particulièrement vifs en Russie au XIXe siècle, Fiodorov et les adeptes du cosmisme développent une position alternative réconciliatrice entre ces deux tendances opposées. Promouvant, à l'instar des occidentalistes, le progrès matériel et technique sur la base des découvertes scientifiques occidentales, mais s'appuyant également sur la notion proprement russe de sobornost (« communauté spirituelle »), les cosmistes définissent un projet collectif pour la Russie, combinant science et spiritualité, qui se veut conforme à son destin historique. Ce destin se confond avec celui de l'humanité tout entière dans la mesure où la Russie, par ses caractéristiques géographiques (vaste pays entre Occident et Extrême-Orient), présenterait mieux que les autres nations les qualités requises pour mener le projet de conquête de l'espace.
Sur le plan proprement philosophique, les fondements théoriques du cosmisme sont à la fois d'ordre ontologique et gnoséologique, avec :
1. les concepts d' « unitotalité » et de structure hiérarchique de l'être, développés par Soloviev,  Boulgakov, Karsavine, Florensky et Basile Zenkovsky (ru) (concepts ontologiques)
2. la notion introduite par Kireïevski et Khomiakov de « savoir vivant », celle développée par Soloviev de « savoir intégral », ainsi que l'idée de « conception intégrale du monde » de Florensky (notions gnoséologiques).

Chez ces penseurs, qui relèvent tous de la tradition russe de la philosophie religieuse, le monde n'est pas seulement envisagé tel qu'il se présente, mais aussi tel qu'il doit être, en considérant son développement. C'est dans l'achèvement de ce développement, considéré à l'échelle cosmique, que l'homme trouve chez eux sa mission divine.

## Doctrines contemporaines
C'est avec Nikolaï Fiodorov et son projet de l' « œuvre commune » que sont d’abord théorisés les principes du cosmisme scientifique russe. Sergueï Boulgakov et son enseignement sur la divino-humanité, ainsi que Ivan Iline avec son principe de la « volonté spirituelle », poursuivront de leur côté cette théorisation. Mais c'est à Constantin Tsiolkovski et à Vladimir Vernadski que l'on doit les développements les plus remarquables du cosmisme russe proprement dit.

### Fiodorov

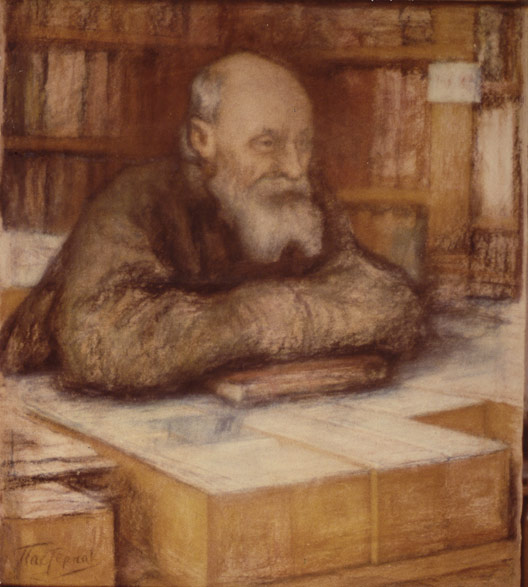
Nikolaï Fiodorov représenté dans sa bibliothèque du musée Roumiantsev à Moscou.

À la fin du XIXe siècle, le géographe et bibliothécaire Nikolaï Fiodorov élabore un système utopique à l'origine du cosmisme scientifique russe. Sa doctrine, à caractère à la fois scientiste et religieux, est réunie par quelques-uns de ses disciples dans un ouvrage en deux tomes intitulé La philosophie de l’œuvre commune, et publié en 1906 trois ans après sa mort. Fiodorov y considère le processus historique à travers le prisme de l' « œuvre commune » à l'humanité. Il estime en effet que l’apparition de l’homme a transformé l’évolution de la nature en un processus de perfectionnement du monde à caractère conscient, moral et obéissant à une impulsion religieuse. Ce processus se poursuit dans l'œuvre commune (ou « cause commune ») qui consiste non plus dans le développement de la vie mais dans la tâche de résurrection des morts, interprétée comme un retour à la vie de tous les êtres humains ayant habité sur terre. Il s'agit alors d’atteindre, au terme de ce processus, un véritable état d’immortalité.
Pour Fiodorov, tous les problèmes de l'existence, qu'ils soient sociaux, économiques, politiques ou philosophiques, ont une racine commune dans le problème de la mort, et aucune solution viable ne peut y être apportée sans que ne soit affronté au préalable le drame de la mort. Celle-ci est conçue avant tout par lui comme une désintégration qui doit être surmontée par la réintégration de tous les êtres, présents et passés, au sein d'une même communauté réunie autour de l’œuvre commune de résurrection. Il faut souligner que Fiodorov n’évoque pas la résurrection des morts et l’existence immortelle au sens figuré, mais dans un sens direct et littéral, comme une tâche concrète, la seule qui soit digne de l’homme. La résurrection des ancêtres, la « patrofication », suppose le retour à la vie des « géniteurs » sous une forme nouvelle, corporelle certes, mais transfigurée et capable de s'auto-générer à partir d'éléments artificiels non organiques.
Cette entreprise technologique de salut universel ne peut se réaliser, d'après Fiodorov, que sur la très longue durée (estimée à plusieurs milliers d'années au moins), et doit mobiliser toutes les énergies jusque là déployées dans des entreprises négatives de destruction, d'asservissement et d'exploitation. Dans cette perspective salvatrice, qui retourne positivement l'orientation nihiliste de l'homme, l'humanité doit apprendre à maîtriser non seulement le mouvement de la Terre et ses phénomènes atmosphériques mais aussi le système solaire et l'univers.
Les théories de Fiodorov ont suscité des réactions très diverses, et elles sont souvent jugées déconcertantes, mais sa pensée a exercé une influence déterminante sur le cosmisme russe, et Tsiolkovki s'en inspire directement.

### Tsiolkovski
Constantin Tsiolkovski est un penseur et expérimentateur scientifique russe puis soviétique, à l'origine de l'astronautique en tant que nouvelle branche du savoir scientifique, au début du XXe siècle. Par sa philosophie du monde, il appartient pleinement à la ligne du cosmisme. Il subit l'influence de Fiodorov et en reprend notamment l'idée d'immortalité. C’est sous l’inspiration de Fiodorov que Tsiolkovski est devenu le père de l’astronautique russe. Il se passionne en effet pour le programme de colonisation du cosmos par l’humanité car il est convaincu que la Terre deviendra trop petite pour contenir la masse des individus ressuscités. Il conçoit d'abord les vols spatiaux en tant que scientifique et ingénieur, mais il élabore progressivement et en parallèle une philosophie et une éthique « cosmiques ». L'activité humaine prend alors chez lui des dimensions nouvelles, non seulement planétaires mais aussi extraterrestres, sa vocation étant « de migrer hors de la Terre et de peupler le Cosmos. »
Avec Tsiolkovski, la Terre n'est plus qu'un corps cosmique dont le mouvement dans l'espace est soumis aux lois du cosmos, et dont la vie, qu'elle regorge à sa surface, dépend intégralement d'un ensemble favorable de facteurs naturels (terrestres et cosmiques). Mais il considère comme exceptionnels la place et le destin de notre planète dans l'ensemble de la structure de l'univers. La Terre est en effet vue par lui comme une « réserve » où se joue le drame du devenir biologique et social des nouvelles formes vivantes. Ce drame est lié à la concentration des souffrances qui accompagnent inéluctablement la sélection naturelle des êtres vivants sur cette planète. C'est là que commence donc le processus de montée vers les degrés supérieurs de l'accomplissement cosmique que l'humanité doit réaliser. Ce processus comprend plusieurs étapes, qui constituent des « ères cosmiques » dont chacune s'étend sur des milliers ou des millions d'années :
1. l'ère de la naissance, celle où s'établit un organisme socio-économique harmonieux
2. l'ère du devenir, dont le décompte commence avec le début de l'expansion cosmique active
3. l'ère de l'épanouissement, qui pose les prémisses d'une maîtrise des lois générales de l'univers
4. l'ère terminale, époque où l'humanité passe des formes « corpusculaires » d'existence aux formes énergétiques, aux « rayonnements », ce qui marque la fin de la chair organique souffrante et l'accession à la « béatitude éternelle » au sein de l'unité universelle.

Tsiolkovski définit par ailleurs une « éthique cosmique » qui ne relève pas du libre-arbitre de l'homme, qu'il estime profondément illusoire, mais de la volonté de l'univers qui préside à toutes les forces existantes.

### Vernadski

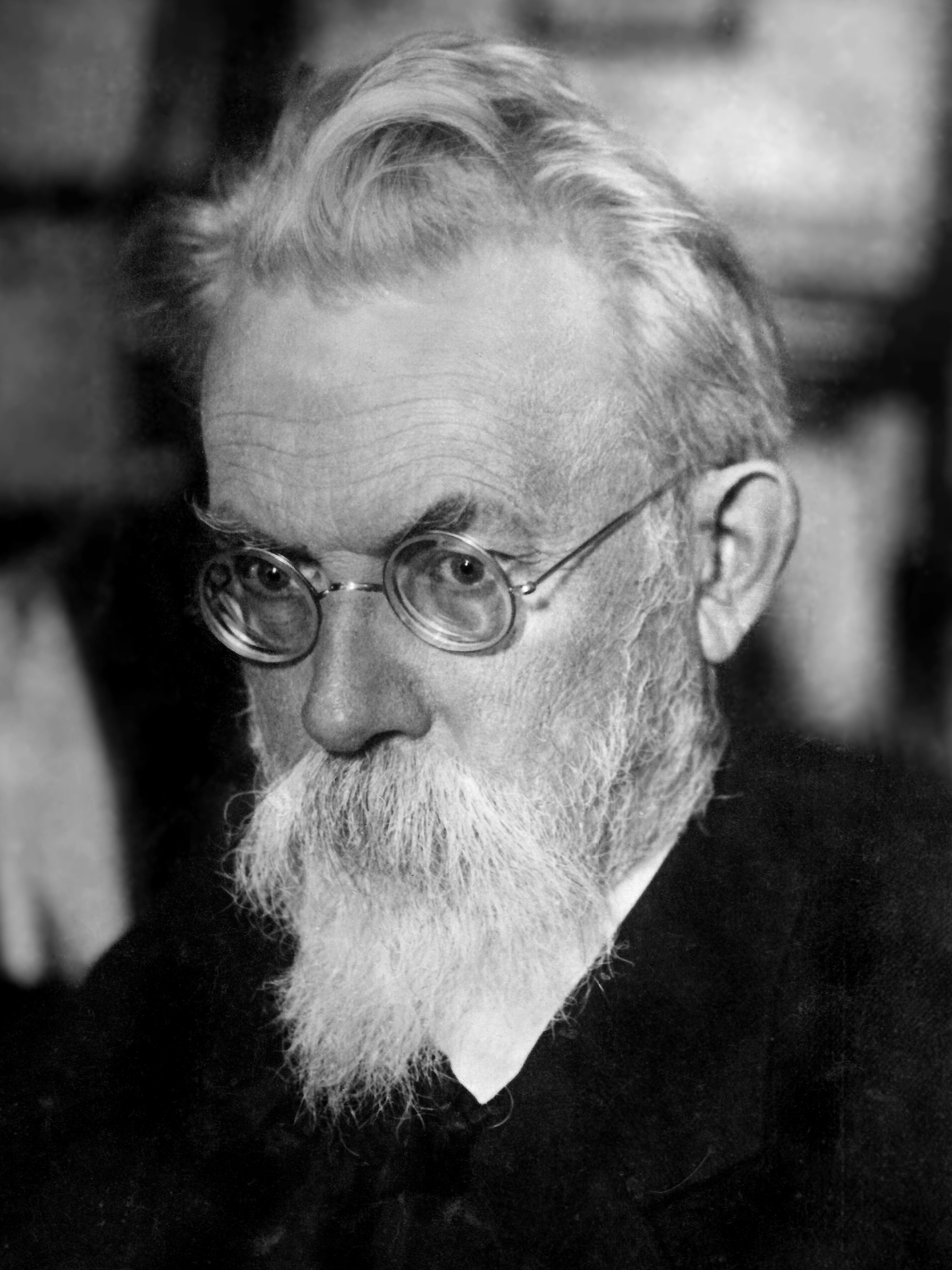
Vladimir Vernadski en 1934.

Vladimir Vernadski est un minéralogiste et chimiste russe du début du XXe siècle, considéré comme l'un des fondateurs de la géochimie moderne et de la biogéochimie. Il est vu comme le plus académique des cosmistes dits scientifiques. C'est en tant que scientifique reconnu qu'il étudie les effets des radiations solaires et cosmiques sur l'ensemble des organismes vivants. Il définit en 1926 la notion de biosphère, dans une optique à la fois biologique, géologique et cosmologique, posant comme hypothèse que la vie est une force géologique qui transforme la Terre et qui interagit sur le long terme avec le cosmos. Ayant emprunté l'expression de « noosphère » à Teilhard de Chardin et à Édouard Le Roy, Vernadski l’associe à sa propre doctrine de la biosphère, l’impact humain sur la nature étant devenu pour lui une force géologique à part entière.
Pour Vernadski, la vie est une constante éternelle du cosmos, à l'instar de la matière et de l'énergie. Elle est présente en germe dans la matière à l'échelle subatomique, d'où elle émerge au niveau des organismes. Cette émergence de la vie entraîne la formation, par-dessus la biosphère terrestre, d’une nouvelle couche, dite « noosphère », où s'organise rationnellement la vie par le biais de l'activité humaine. Cette rationalisation de la vie est envisagée elle-même comme un prolongement du processus d’évolution. Mais la dégradation des ressources naturelles dans la biosphère ne permettra pas à l'humanité de continuer à vivre tel qu'elle vit actuellement. Elle devra donc changer radicalement ou périr dans une biosphère dégradée. Vernadski envisage alors une nouvelle avancée scientifique et technologique rendant possible la modification physico-chimique de la constitution même de l'homme, anticipant ainsi certains projets transhumanistes fondés sur la modification génétique.

### Kouprevitch et les immortalistes
Vassili Kouprevitch est un botaniste et naturaliste biélorusse, mort en 1969, partisan d'une longévité illimitée pour les êtres humains. Il réactualise certaines des positions de Fiodorov en réaffirmant par exemple que la mort n'est pas une propriété inhérente à la condition humaine. Il considère qu'avec le développement de la noosphère, l'humanité a atteint un stade d'évolution tel, que la mort n'est plus nécessaire à son évolution future. La raison humaine peut désormais se substituer à la nécessité biologique dans la formation de l'humanité à venir. Le principal obstacle au dépassement de notre actuelle condition d'homme mortel réside, selon Kouprevitch, dans l'attitude conservatrice de refus de cette possibilité, alors même que la majorité des avancées technologiques et scientifiques appartenaient, avant leur réalisation, à la catégorie de l' « impossible ». De ce fait, la première étape à franchir en vue d'obtenir la longévité illimitée consiste à inciter la communauté scientifique et l'ensemble des intellectuels à changer d'attitude sur la question de la mort, et à redécouvrir les vérités contenues dans les mythes, les légendes et les religions populaires.
En Russie aujourd'hui, les travaux de Kouprevitch constituent une référence pour les adeptes du cosmisme du courant « immortaliste » (prônant une longévité illimitée). Les « immortalistes » russes convergent avec les transhumanistes et les « cryogénistes » occidentaux pour définir leur position comme une tendance philosophique qui inclut :
- l'investigation scientifique des moyens techniques pour parvenir à une extension de la durée de vie jusqu'à atteindre l'immortalité physique
- la recherche de modèles socio-économiques optimaux pour l'organisation d'une société composée d'individus immortels
- une conception du monde adaptée à ceux qui souhaitent l'immortalité physique pour eux-mêmes, l'estiment réalisable techniquement et la considèrent comme un bienfait dont l'humanité entière pourrait bénéficier.

Pour ce courant du cosmisme, le meilleur projet de société est celui qui tente d'incarner l'idéal d'immortalité pour le monde et l'univers. La liberté implique elle aussi de s'affranchir du temps et de ses limitations en atteignant un état d'immortalité dans lequel il ne s'impose plus comme une donnée déterminante, orientant toutes nos décisions et restreignant nos actions.

## Influence et postérité

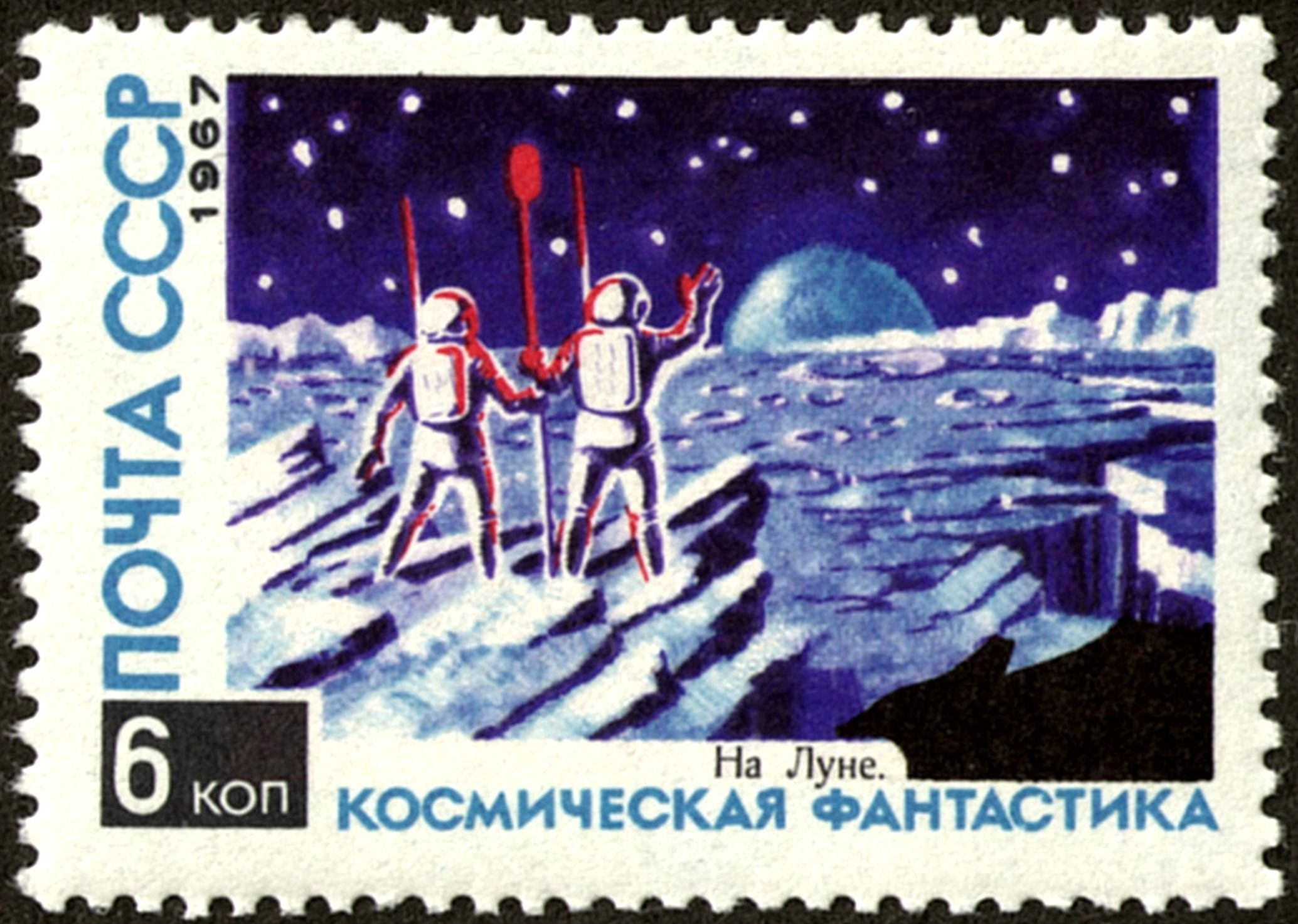
Timbre soviétique de 1967 illustrant l' « étape lunaire », première étape supposée de l'expansion humaine dans le cosmos.

Le cosmisme a connu des fortunes diverses au cours du XXe siècle, sans jamais disparaître mais sans atteindre non plus le grand public. L'impulsion donnée par le cosmiste Constantin Tsiolkovski à l'astronautique russe a été déterminante, et il en est resté dans le vocabulaire international le terme de « cosmonaute » (en russe, космонавт) pour désigner les premiers explorateurs soviétiques de l'espace, leurs homologues américains étant qualifiés quant à eux d' « astronautes » après leurs premiers pas sur la Lune. Les premiers vols spatiaux ont valu au cosmisme une attention accrue et une plus large diffusion de l'expression même. Depuis, les idées du cosmisme ont également attiré l’intérêt des philosophes professionnels. L'idée de noosphère introduite par Vernadski n’a pas été systématiquement élaborée et existe essentiellement sous forme d’idée générale, mais elle continue de circuler aujourd’hui assez largement dans les cercles savants et philosophiques russes, et en France parmi les adeptes des thèses de Pierre Teilhard de Chardin ou d'Édouard Le Roy.
De nouveaux projets de recherche, qualifiés parfois de « pseudo-sciences », ainsi que de nouvelles spéculations, à caractère ésotérique, ont récemment été élaborés ou envisagés en Russie, portés notamment par l'Institut Central pour l'Étude et la Propagation du Cosmisme Russe, le Musée Fiodorov, l'Institut pour la Recherche Scientifique en Anthropoécologie Cosmique (IRSAC), etc. Les mouvements « néo-eurasiens » et « hyperboréens », réapparus en Russie après la chute du régime soviétique, en reprennent aussi certains thèmes, s'inspirant en particulier des idées de Fiodorov, et le courant « immortaliste » des transhumanistes russes s'y réfère explicitement.

## Convergence avec le transhumanisme occidental
Dans son ouvrage Lénine a marché sur la Lune, Michel Eltchaninoff met en évidence une dualité entre le transhumanisme américain et le cosmisme russe. Avec l'essor du nationalisme poutinien, ce dernier aurait perdu de son influence avant de connaître un regain d'intérêt dans la Russie actuelle en réaction au développement du transhumanisme anglo-saxon. La philosophe Anastacia Gatcheva souligne que la différence entre ces deux courants est « substantielle » : la technologie, notamment l’intelligence artificielle, qui est au cœur du transhumanisme anglo-saxon, serait en effet « individualiste », « mercantile » et « matéraliste » tandis que le cosmisme russe serait « altruiste », « éthique » et « spirituel ».[réf. souhaitée]
Cependant, une branche du transhumanisme russe revendique une filiation avec le scientisme occidental, notamment par l’usage des nouvelles technologies. Danila Medmedev, entrepreneur ayant créé KrioRus (en), la première entreprise de cryogénisation hors des États-Unis, prône l’exploitation de techniques comme la transplantation de deux têtes sur un même corps en s'appuyant notamment sur Neuralink d'Elon Musk. Selon lui, pour rendre le projet transhumaniste acceptable aux yeux des croyants, un rapprochement avec le cosmisme est indispensable.  Il estime que le principal défi réside dans la collaboration avec l'Eglise orthodoxe russe, en particulier concernant la cryogénisation des corps de saints, mais aussi avec le pouvoir politique. Dans cette optique, il suggère un projet audacieux visant à transplanter la tête du patriarche Cyrille de Moscou sur le corps de Vladimir Poutine, tout en reconnaissant la difficulté de convaincre l’opinion publique et l’Église d’accepter une telle opération. Il révèle l'intérêt de la banque Sberbank pour le financement de ce type de projets. 
Aux Etats-Unis, Jesse Karmazin, d'origine russe et fondateur de la société Ambrosia, entreprise spécialisée dans la transfusion sanguine pour lutter contre le vieillissement, explique avoir été influencé par la pensée d'Alexandre Bogdanov, tandis que Robert Ettinger, l'inventeur de la cryogénie, reconnait dans la version russe de l'un de ses livres s'être inspiré du cosmisme russe. Michel Eltchaninoff indique également que « Le transhumanisme californien se nourrit de sources très diverses mais [qu']il reconnaît sa dette envers Nikolaï Fiodorov. Elon Musk cite Konstantin Tsiolkovski en modèle ».